# Delhi Crime
Delhi Crime är en indisk drama-antologiserie skriven och regisserad av Richie Mehta. Huvudrollerna innehas av Shefali Shah, Rasika Dugal, Adil Hussain och Rejesh Tailang. Säsongens första två avsnitt hade premiär vid 2019 års Sunfance Film Festival. Serien släpptes internationellt på Netflix den 22 mars 2019. Showen förnyades för en andra säsong med samma rolluppsättning.

## Handling
Delhi Crime är baserad på 2012 Delhi Gang Rape som utspelades i området Munirka, South Delhi. Serien följer vad som hände efter våldtäkten, där biträdande poliskommissarie Vartika Chaturvedi har till uppgift att ta reda på vilka som är ansvariga för offrets övergrepp och dödsfall.

## Rollista
- Shefali Shah – Vartika Chaturvedi
- Rasika Dugal – Neeti Singh
- Adil Hussain – Kumar Vijay
- Rajesh Tailang – Bhupendra Singh
- Denzil Smith – Vishal Chaturvedi
- Yashaswini Dayama – Chandni
- Avijit Dutt – Gururaj Dixit
- Gopal Dutt – Sudhir Kumar
- Sanjay Bishnoi – Akash
- Mridul Sharma – Jai Singh
- Jaya Bhattacharya – Vimla Bharadwaj
- Swati Bhatia – Ira